# Sacra conversazione

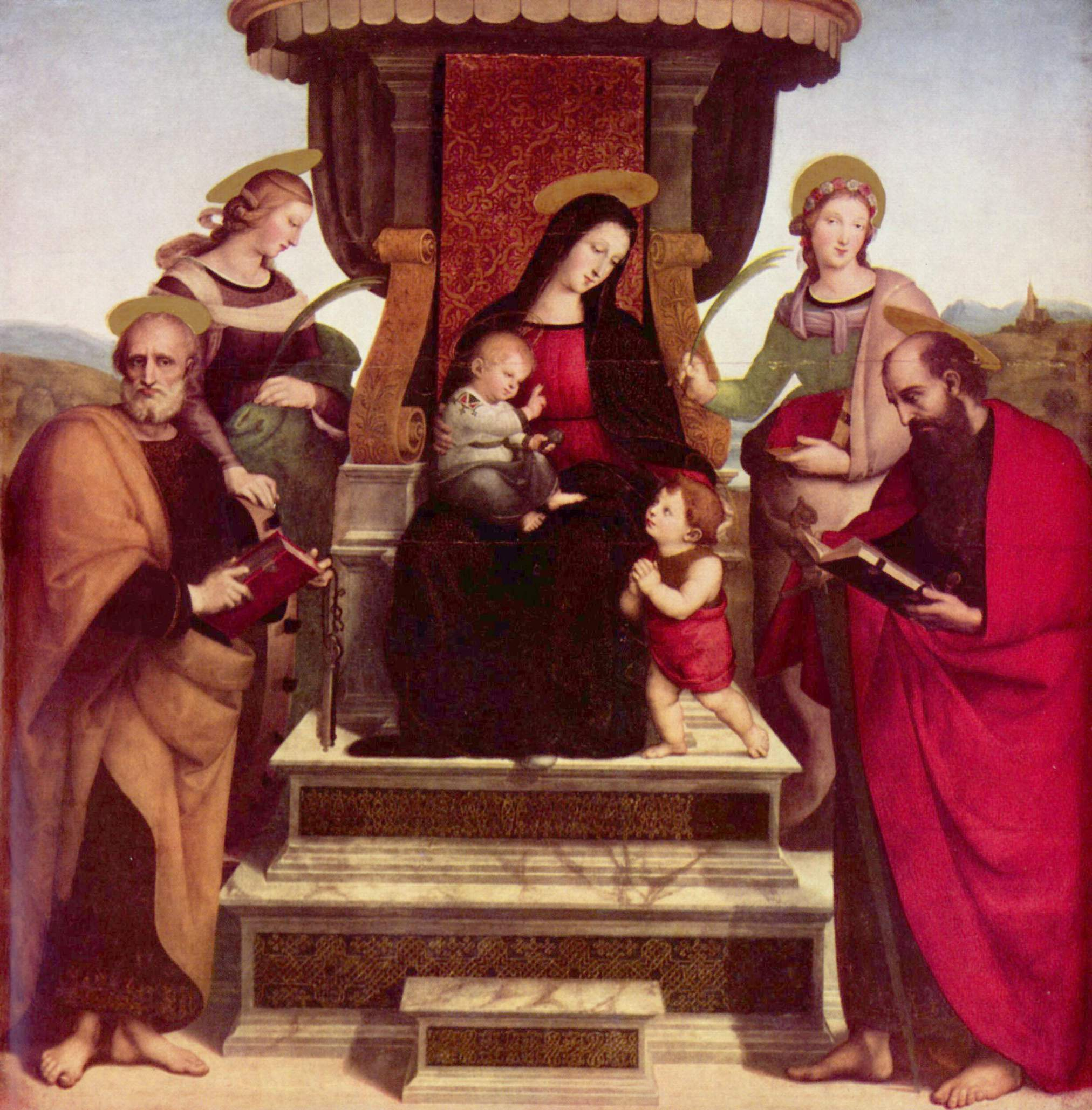
Sacra conversazione van Rafaël uit 1503-1505

De sacra conversazione (Nederlands: het Heilige Gesprek) is een compositievorm in de schilderkunst waarin de Madonna met kind in het gezelschap van twee of meer heiligen is geplaatst en lijkt te praten met hen. Het thema was populair in de Italiaanse kunst van de 15e tot de 16e eeuw. De term zou voor het eerst gebruikt zijn door Franz Kugler in 1837, maar in een inventaris van Orazio Giuseppi Pucci van 1797 werd de omschrijving ook al gebruikt.
Maar Rona Goffen stelt in haar studie dat de term sacra conversazione al gebruikt werd in de Bijbel en in de patristische werken in de betekenis van "vroom gedrag" of "heilige gemeenschap of zoals in de Brief van Paulus aan de Filippenzen (3:20) als de 'heilige gemeenschap in de hemel'. Het onderwerp van een sacra conversazione kan in dat kader dan gezien worden als een hemelse ontmoeting van vrome personen, hoewel in de schilderkunst meestal de Maagd Maria aanwezig is. Met deze definitie valt het praten of interactie tussen de personen eigenlijk weg en is het essentiële element de vergadering van een aantal heiligen.
Hoewel het thema heilig gesprek wordt genoemd is er van een gesprek aanvankelijk weinig te merken, maar de kunstenaars geven wel interactie tussen de afgebeelde personen weer via gebaren, beweging en de onderlinge blikken. Naarmate het thema zich meer ontwikkelde werd sterker de nadruk gelegd op deze interactie.
Volgens de gangbare opvattingen ontstond de compositie tijdens de Italiaanse Renaissance toen de kunstenaars de heiligen die in de polyptiek of triptiek op de zijluiken waren weergegeven, gingen opnemen op het middenpaneel en de interacties tussen de afgebeelde figuren gingen uitbeelden, heel schuchter in het begin. Het Annalena altaarstuk van ca. 1435 door Fra Angelico zou het eerste werk zijn met dit thema, maar een Madonna met Kind, Catharina, Nicolaas en schenker van Gentile da Fabriano voldoet perfect aan de definitie en is veertig jaar ouder. Een altaarstuk van Masaccio van omstreeks 1435-1440 was het eerste werk dat het thema introduceerde in Florence. Andere Italiaanse kunstenaars die het thema gebruikten zijn Piero della Francesca, Giovanni Bellini, Paolo Veronese, en Andrea Mantegna. In latere werken werden soms zelfs de schenkers van het werk in dezelfde ruimte als de Madonna en de heiligen opgenomen. Het thema werd 'overgenomen' door de schilders ten noorden van de Alpen, maar in strikte zin kan men de Madonna met kanunnik Joris van der Paele van Jan van Eyck interpreteren als een sacra conversazione en het werk zou daarmee ook een van de eerste werken met dit thema zijn. Men kan dus eerder zeggen dat dit thema zich in de Zuidelijke-Nederlanden gelijktijdig met Italië ontwikkelde. Ook Rogier van der Weyden schilderde na zijn reis naar Italië in Brussel een sacra conversazione voor een Italiaanse opdrachtgever (de Medici’s), nu in het Städelsches Kunstinstitut in Frankfurt als Maagd met Kind en vier heiligen. Het thema Virgo inter Virgines dat zich in Keulen en Westfalen ontwikkelde kan trouwens gezien worden als een analoge evolutie, namelijk het groeperen van God, Gods moeder, heiligen en zelfs aardse stervelingen in dezelfde beeldruimte.

## Galerij

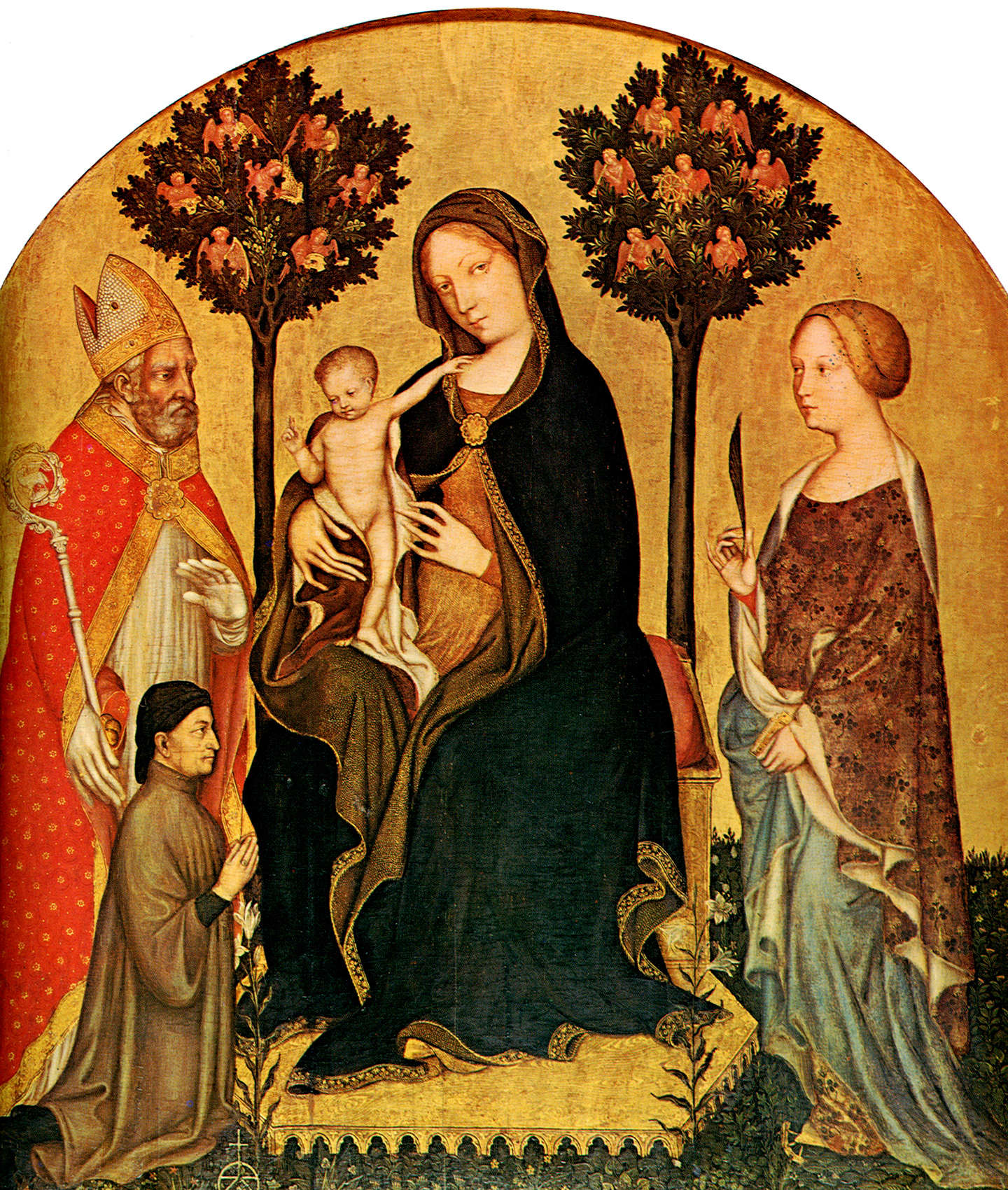
Gentile da Fabriano, 1395-1400, Madonna met Kind, Catharina, Nicolaas en schenker, Berlijn, Staatliche Museen zu Berlin
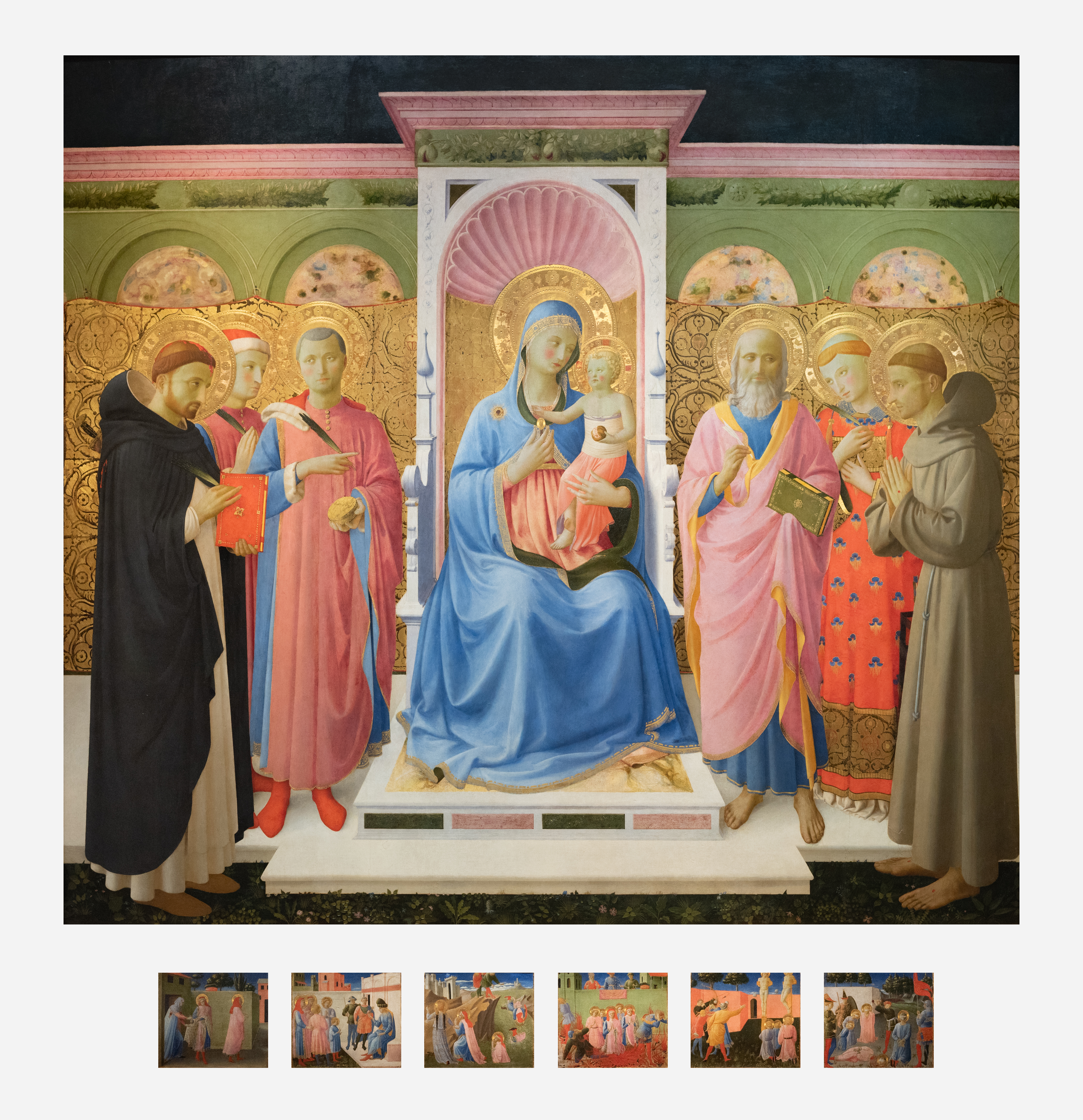
Fra Angelico, 1430, Annalena altaarstuk, Florence, Museo di San Marco
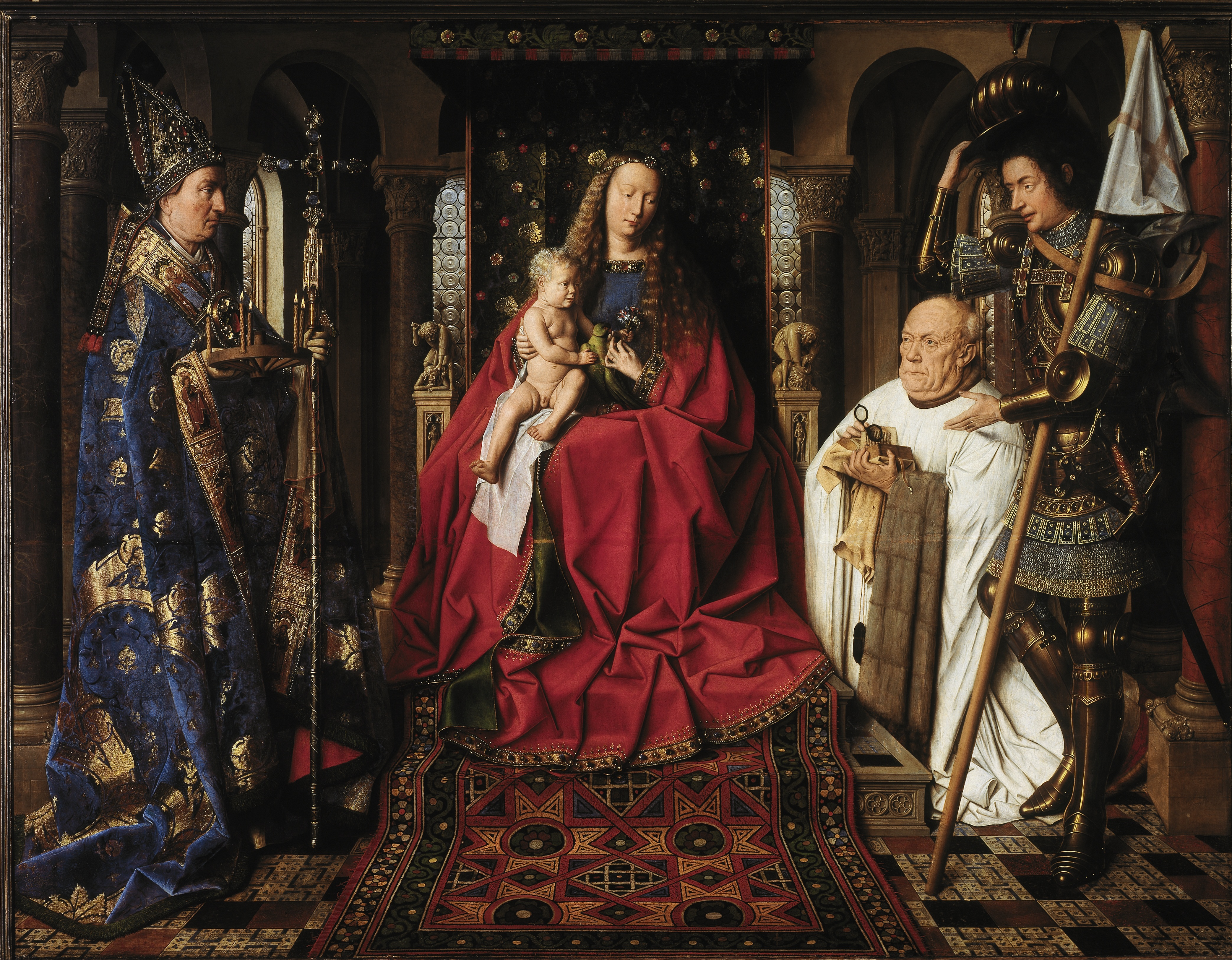
Jan van Eyck, 1436, Madonna met kanunnik Joris van der Paele, Brugge, Groeningemuseum
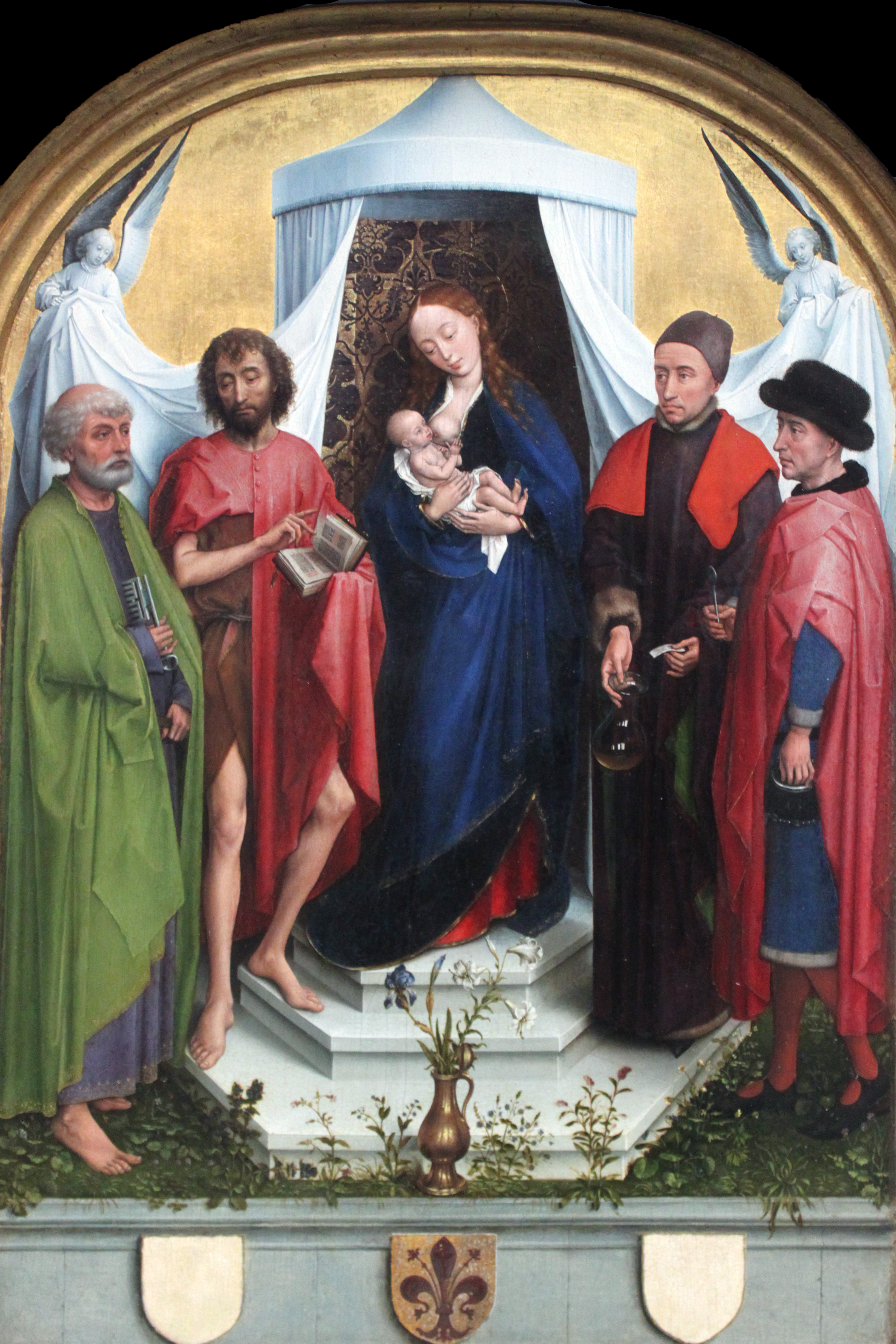
Rogier van der Weyden, 1457, Maagd met Kind en vier heiligen, Frankfurt, Städelsches Kunstinstitut
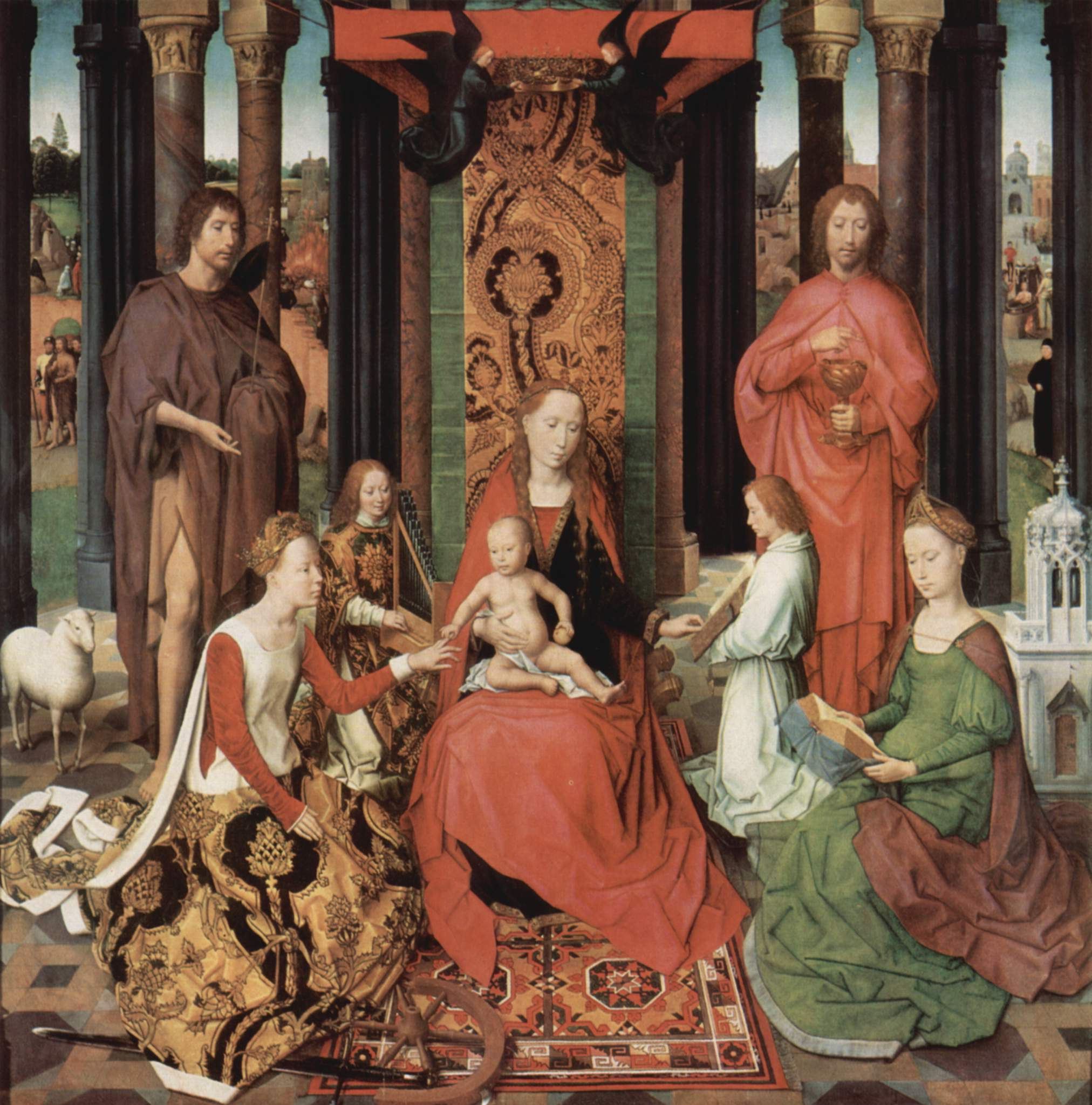
Hans Memling, 1479, Triptiek van het mystieke huwelijk van de H. Catharina: sacra conversazione met Johannes de Doper, Johannes de Evangelist, Catharina en Barbara, Brugge, Memlingmuseum
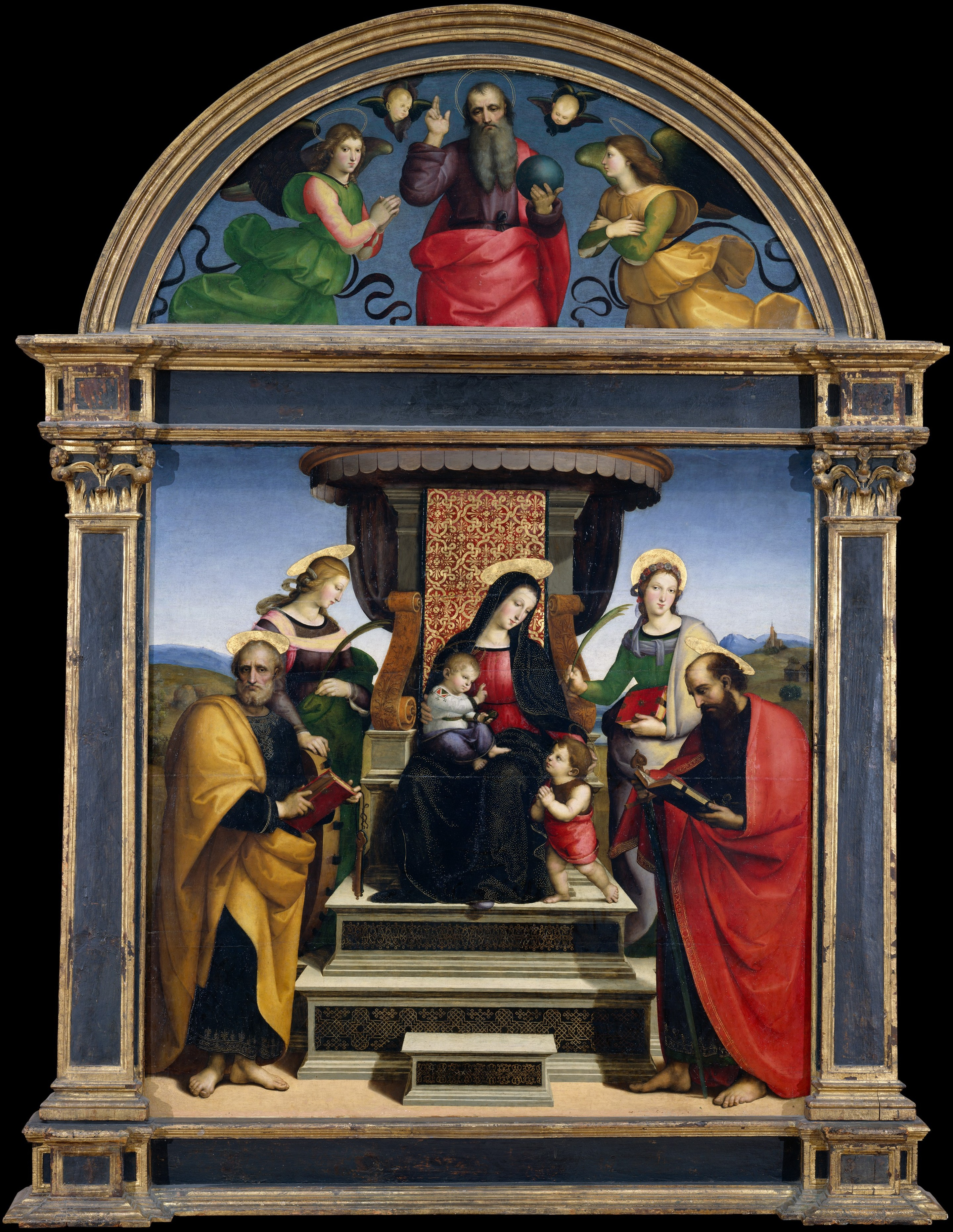
Rafaël, 1504, Sacra Conversazione, New York, Metropolitan Museum of Art
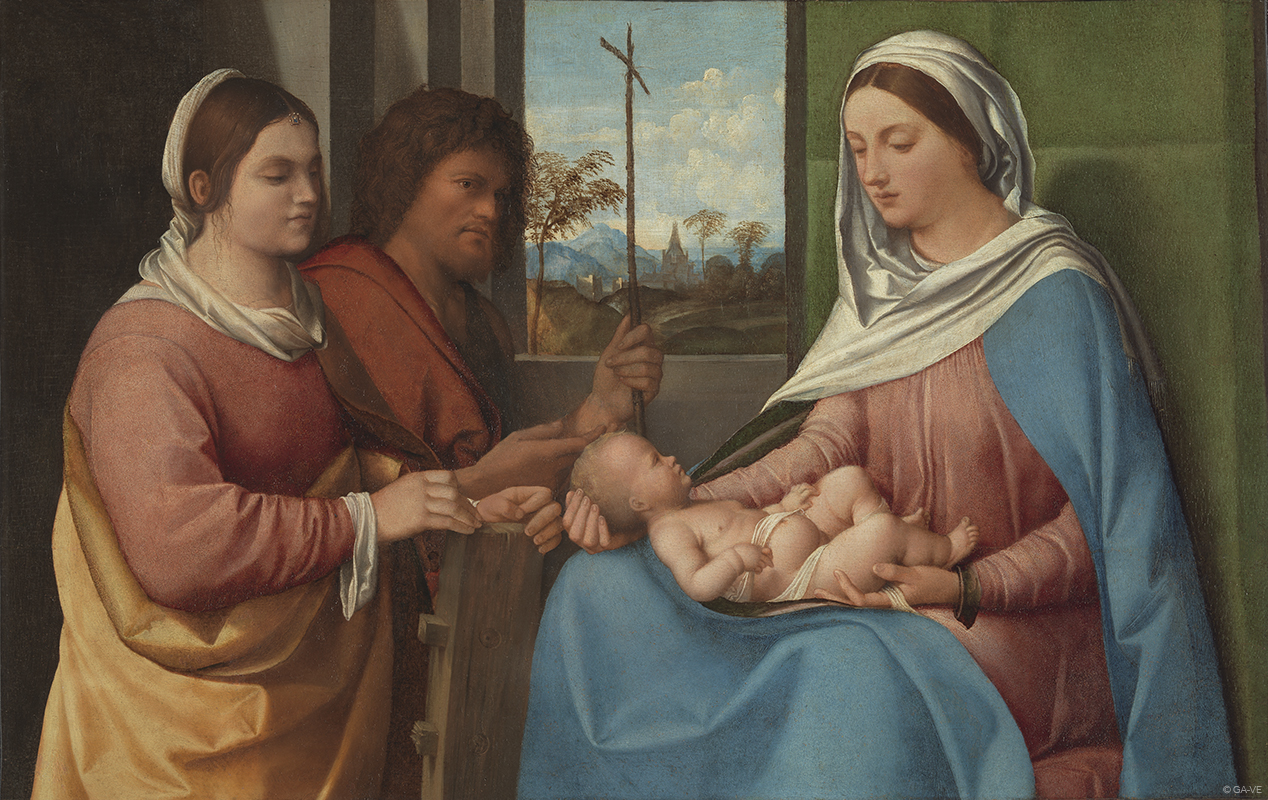
Sebastiano del Piombo, ca. 1505, Sacra conversazione, Accademia di Belle Arti di Venezia
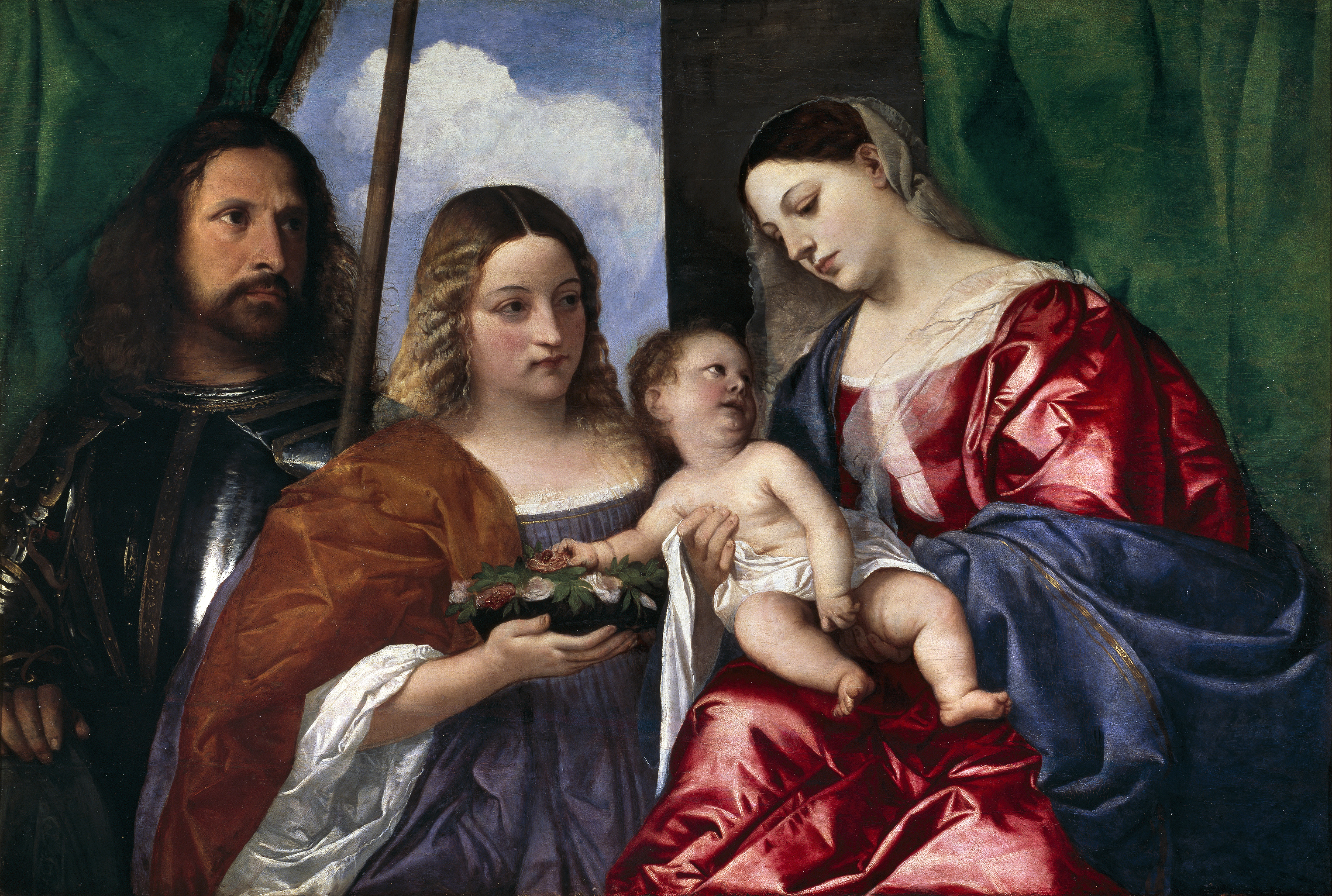
Titiaan, 1516-1520, Madonna met Kind met Dorothea en Sint Joris, Museo del Prado
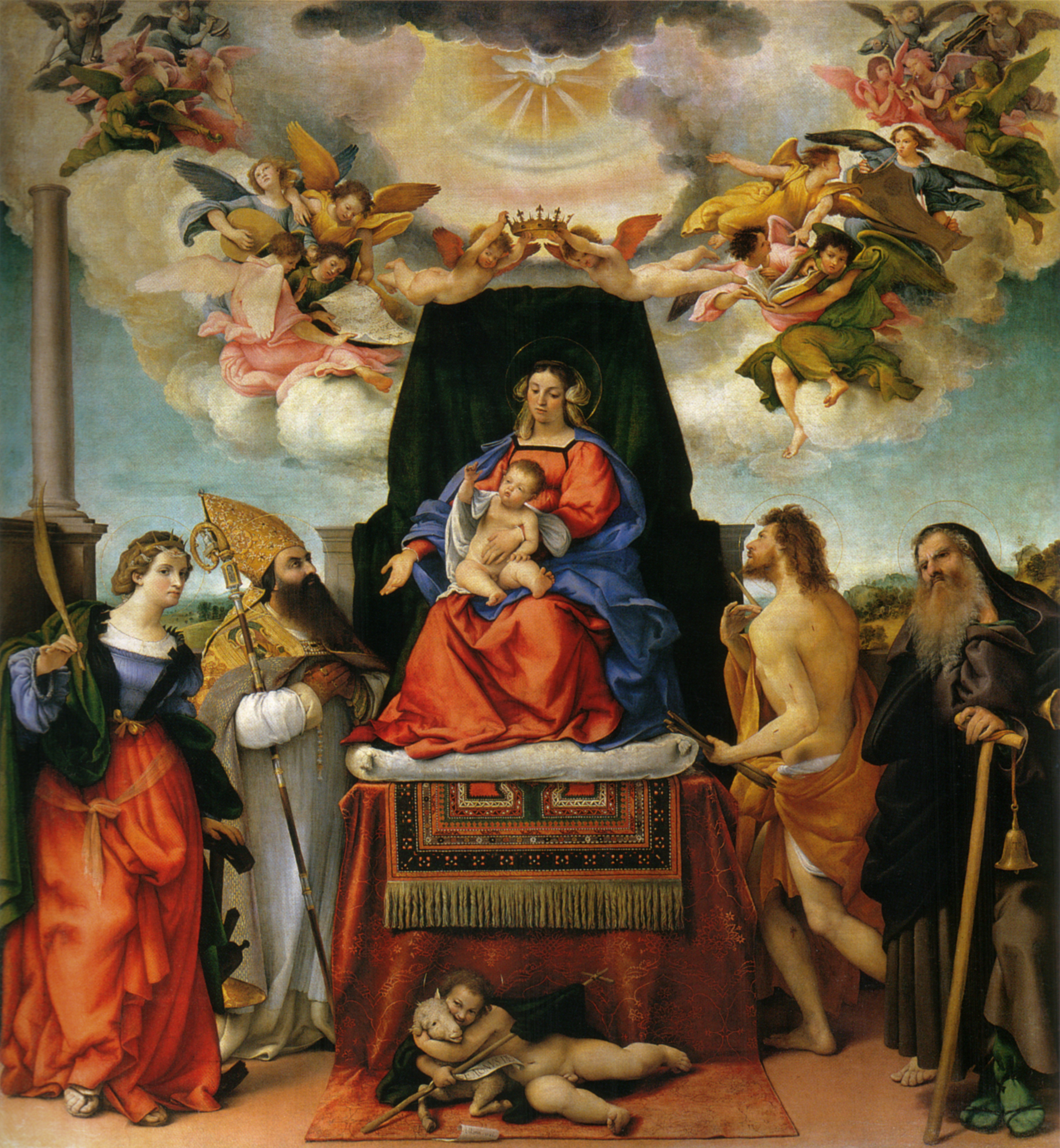
Lorenzo Lotto, 1521, Madonna met kind en heiligen, Bergamo, Santo-Spirito
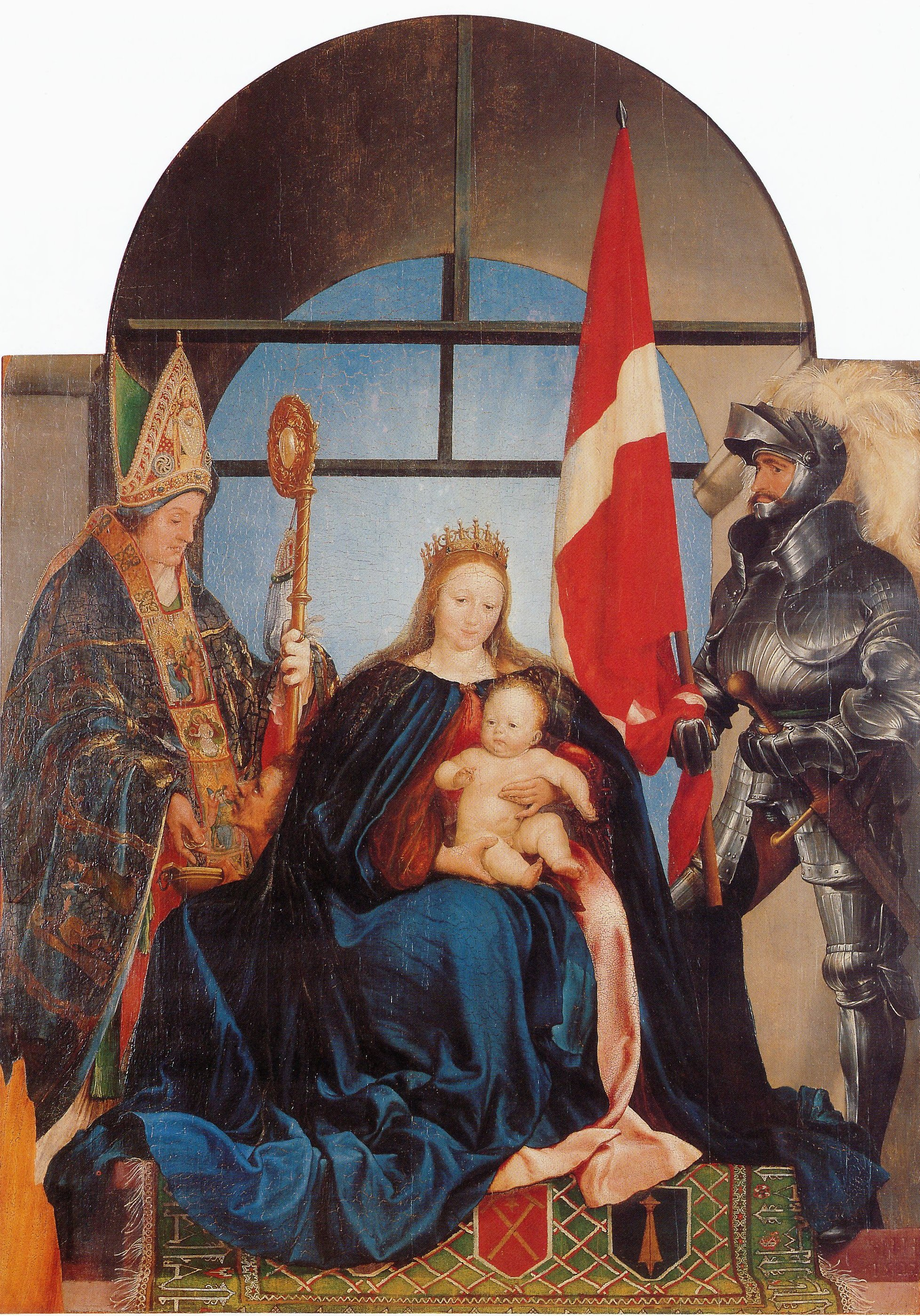
Hans Holbein, 1522, Solothurn Madonna, Solothurn, Kunstmuseum, Solothurn.
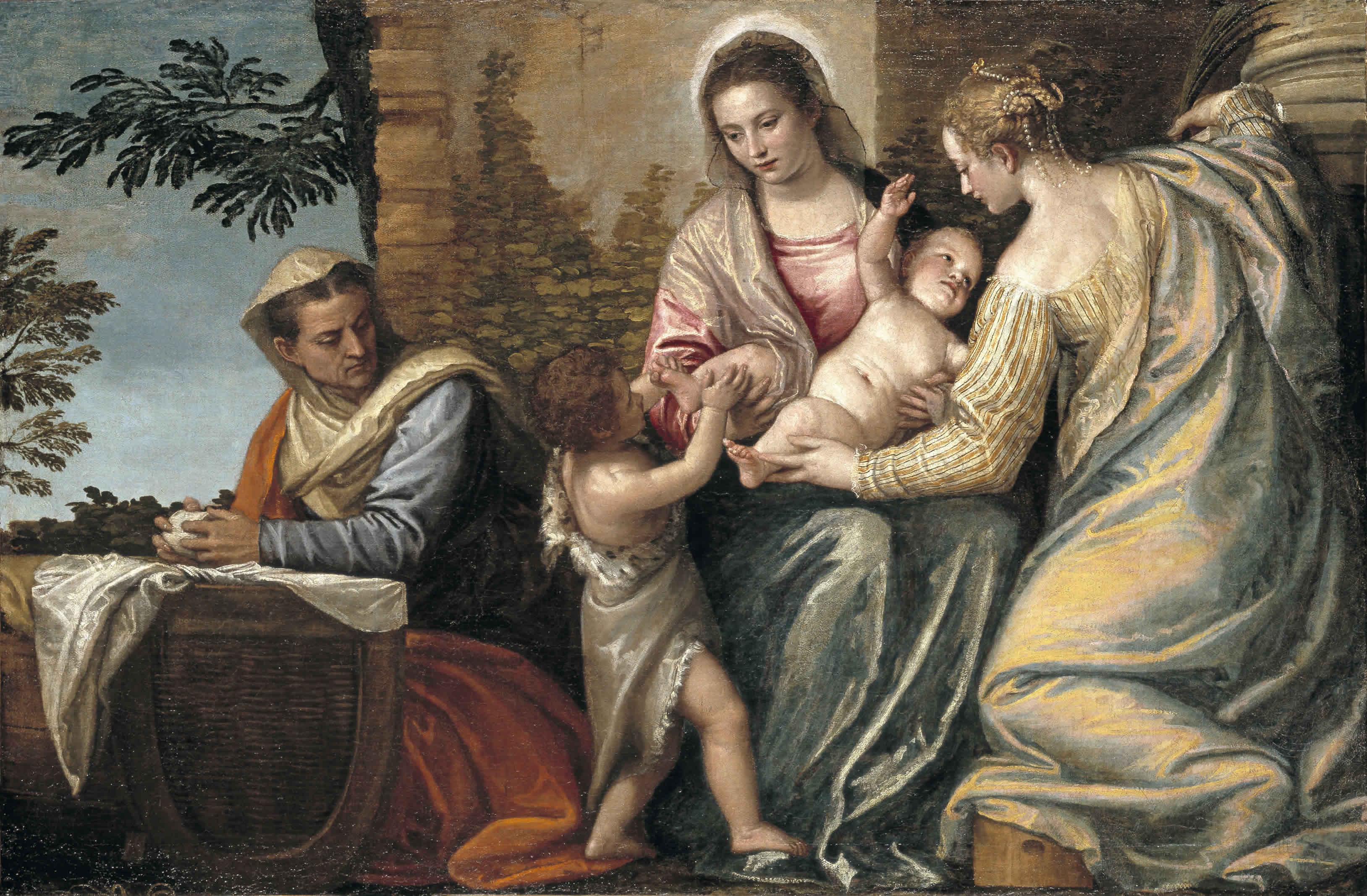
Veronese, 1566-1570, , Madonna met Kind, Johannes de Doper als kind, de heiligen Elisabeth en Catharina, San Diego (Californië), Timken Museum of Art
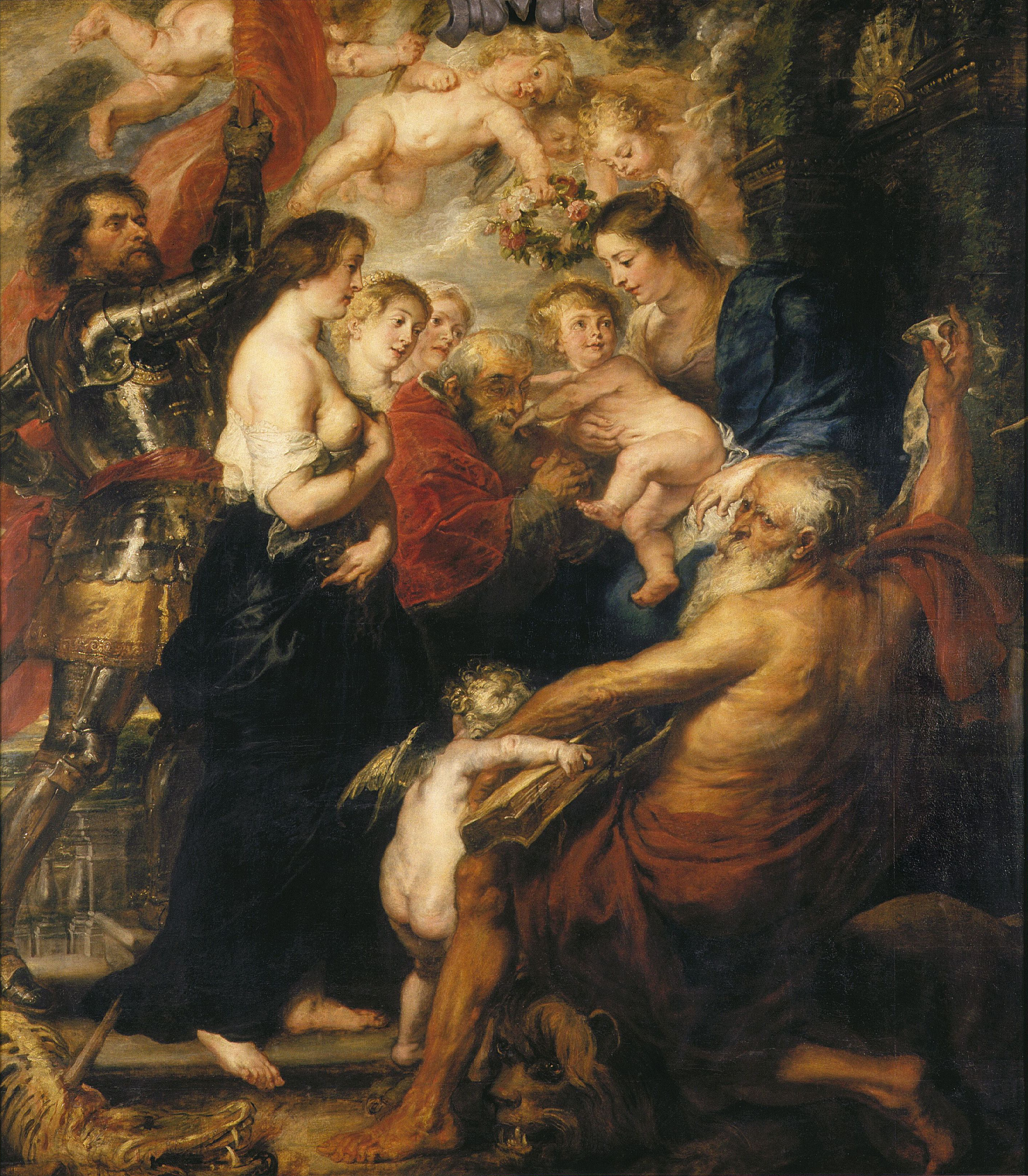
Peter Paul Rubens, 1634, Maria omringd door heiligen, Antwerpen, Sint Jacobskerk